# Ліберія на літніх Олімпійських іграх 1996
Ліберія брала участь у літніх Олімпійських іграх 1996 року в Атланті восьмий раз у своїй історії, але не завоювала жодної медалі. Збірну країни представляла одна жінка — Ґрейс Енн Дінкінс.

## Склад олімпійської збірної Ліберії

### Легка атлетика
Спортсменів — 5

#### Чоловіки
Track and road events
| Спортсмен                                         | Дисципліна | Попередній раунд 1 | Попередній раунд 1 | Попередній раунд 2 | Попередній раунд 2 | Півфінал        | Півфінал        | Фінал           | Фінал           |
| Спортсмен                                         | Дисципліна | Результат          | Місце              | Результат          | Місце              | Результат       | Місце           | Результат       | Місце           |
| ------------------------------------------------- | ---------- | ------------------ | ------------------ | ------------------ | ------------------ | --------------- | --------------- | --------------- | --------------- |
| Сайон Купер                                       | 100 м      | 10.58              | 66                 | Завершив виступ    | Завершив виступ    | Завершив виступ | Завершив виступ | Завершив виступ | Завершив виступ |
| Роберт Денніс                                     | 100 м      | 10.65              | 72                 | Завершив виступ    | Завершив виступ    | Завершив виступ | Завершив виступ | Завершив виступ | Завершив виступ |
| Куті Мавен Сайон Купер Едді Нефвілл Роберт Денніс | 4х100      | 40.18              | 24                 | N/A                | N/A                | Завершив виступ | Завершив виступ | Завершив виступ | Завершив виступ |

#### Жінки
Track and road events
| Спортсмен         | Дисципліна | Попередній раунд 1 | Попередній раунд 1 | Попередній раунд 2 | Попередній раунд 2 | Півфінал         | Півфінал         | Фінал            | Фінал            |
| Спортсмен         | Дисципліна | Результат          | Місце              | Результат          | Місце              | Результат        | Місце            | Результат        | Місце            |
| ----------------- | ---------- | ------------------ | ------------------ | ------------------ | ------------------ | ---------------- | ---------------- | ---------------- | ---------------- |
| Ґрейс Енн Дінкінс | 400 м      | 51.83              | 13 Q               | 52.53              | 28                 | Завершила виступ | Завершила виступ | Завершила виступ | Завершила виступ |